# Johannes a Lasco

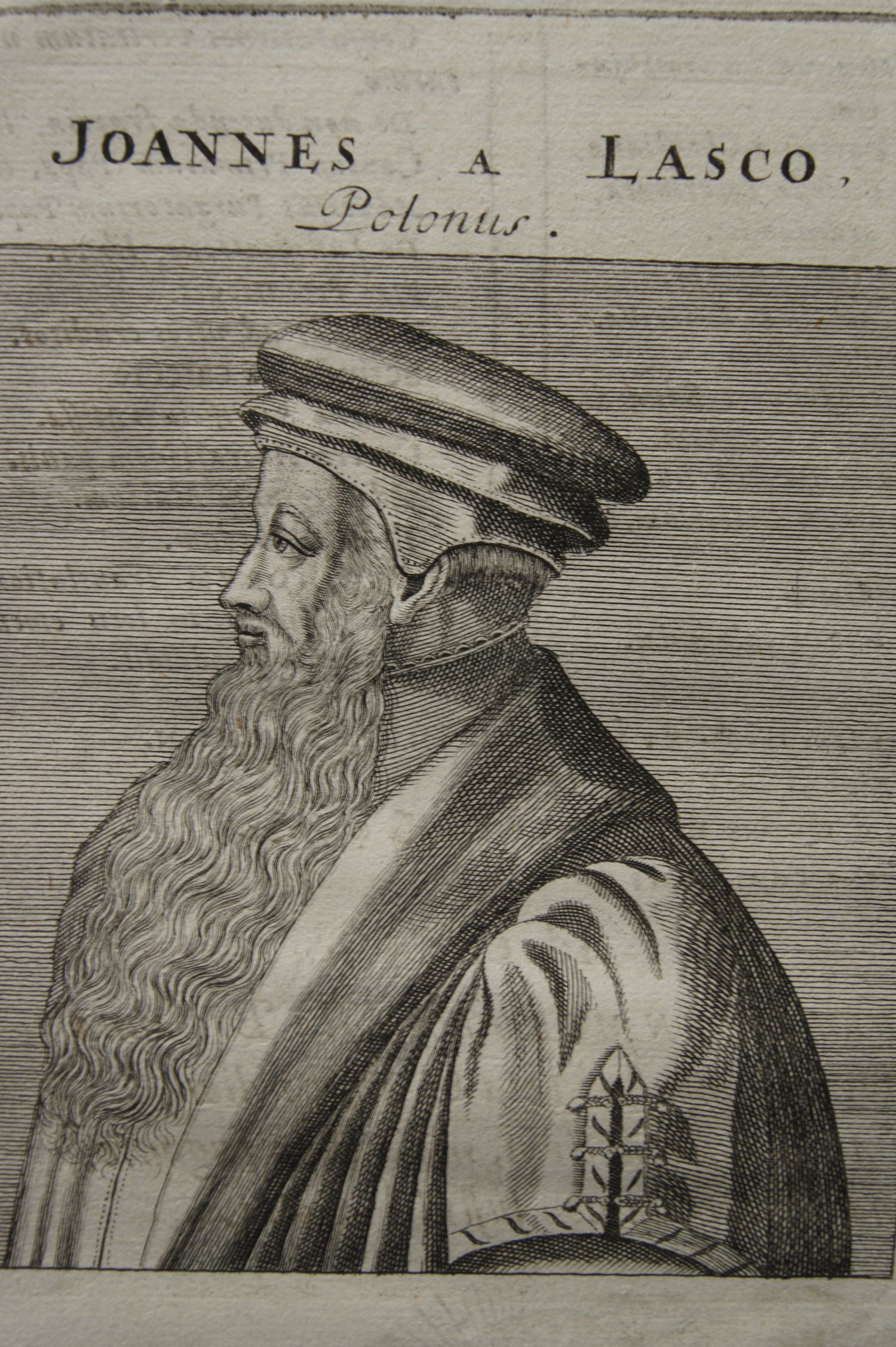
Johannes a Lasco

Johannes a Lasco (polnisch Jan Łaski; * 1499 wohl in Łask; † 8. Januar 1560 in Pinczów) war ein bedeutender Theologe und Reformator der reformierten Richtung.

## Leben und Wirken
Lasco wurde 1499 als zweiter Sohn wohl in Łask in der Nähe von Warschau, dem Stammsitz seiner Familie, geboren. Als Woiwode von Sieradz war sein Vater im polnischen Senat vertreten und die Familie zählte zum Hochadel. Sein Onkel Jan (1456–1531) wurde 1503 königlicher Kanzler und 1510 Erzbischof von Gnesen und als solcher polnischer Primas. Es war dieser Onkel, der Johannes und seinen älteren Bruder Hieronymus förderte und die Brüder auch 1513–14 nach Rom mitnahm, wo sie studierten, während der Onkel am 5. Laterankonzil teilnahm.
Im Anschluss an den Rombesuch studierte a Lasco in Bologna und 1518/19 in Padua. Er kehrte in seine Heimat zurück, empfing 1521 die Priesterweihe und begann, mit weiteren geistlichen Einkünften versehen, eine Laufbahn in der Kirche und zugleich als königlicher Sekretär bei Hof. Im Frühjahr 1524 brach Johannes a Lasco zusammen mit seinen Brüdern Hieronymus und Stanislaw zu einer diplomatischen Reise an den französischen Königshof nach Blois und Paris auf. In Basel begegnete a Lasco erstmals Erasmus von Rotterdam. Nach dem geplanten Aufenthalt in Paris reiste a Lasco zurück nach Basel, um dort eine Zeit mit Erasmus zusammenzuleben. Er gehörte zu Erasmus’ Lieblingsschülern und erwarb dessen Bibliothek, die er nach dessen Tod auch erhielt. 1525 schickte ihn sein Onkel Jan zu einer diplomatischen Mission nach Italien, nach der Rückkehr nach Polen 1525/26 beeinflusste a Lasco stark die polnische Erasmus-Rezeption.
Der ältere Bruder Hieronymus schaltete sich bald darauf in die langjährigen Wirren um die ungarische Thronfolge auf der Seite des Fürsten von Siebenbürgen Johann Zápolya ein. 1534 geriet er aber in Konflikt mit Zapolya und wurde von ihm gefangen gesetzt. Bei diesen Aktivitäten war Johannes a Lasco zeitweilig an der Seite des Bruders. Er erhoffte sich mehrfach die Berufung zum Bischof in verschiedenen Diözesen, wurde aber – wohl primär wegen der dem polnischen König unliebsamen Politik seines Bruders – nie berücksichtigt.
Im April 1537 traf a Lasco in Leipzig mit Philipp Melanchthon zusammen. Auf der Weiterreise lernte er – wohl in Frankfurt am Main – den Melanchthonschüler Albert Ritzaeus Hardenberg kennen und begleitete diesen nach Mainz und ins flämische Löwen, wo Hardenberg Theologie lehrte.
Anfang 1540 heiratete a Lasco Barbara, eine Flämin aus recht einfachen Verhältnissen. Er wurde so der erste polnische Geistliche, der offen den Zölibat brach. Um der Inquisition zu entgehen, flüchtete er etwa Mitte 1540 nach Ostfriesland. Graf Enno II. Cirksena bot ihm das Amt eines Superintendenten an. A Lasco lehnte zunächst ab. In Ostfriesland konkurrierten zu dieser Zeit altgläubige mit lutherischen sowie vor allem auch mit starken täuferischen Tendenzen, bis dahin weitgehend ohne politische Lenkung.
Erst Mitte 1542 – nach dem endgültigen Bruch mit der polnischen Kirche nach einer Krakau-Reise – nahm er den Ruf der Witwe Ennos II., der Regentin Anna von Oldenburg, auf das Amt eines Superintendenten an und zog nach Emden. Johannes a Lasco schrieb in dieser Zeit an seinen Freund Hardenberg in Bremen: „Wir sind hier alle so aufgenommen, daß es bei den nächsten Verwandten nicht liebevoller hätte geschehen können. Alle angesehenen Männer des Landes sind so besorgt um die Kirche, daß ich ihren Eifer, ihre Freundlichkeit, ja auch ihre Freigebigkeit nicht genug preisen kann. Wir sind in ein gemeinsames Vaterland gekommen.“
A Lascos Tätigkeit führte in die Auseinandersetzung mit Mönchen, die an ihrer klösterlichen Lebensweise festhielten, und mit den Täufern. Er kämpfte insbesondere für die Beseitigung der Bilder in den Kirchen. Dies verdeutlicht, dass er stärker durch die schweizerische und hier wohl die Basler Reformation beeinflusst war als von der Wittenberger Reformation.
Im Zuge der Kontroverse mit den Taufgesinnten (insbesondere David Joris und Menno Simons) publizierte a Lasco im Jahre 1545 in Bonn seine erste Schrift: Defensio adversus Mennonem Simonis.
1546 erwarb a Lasco von der Gräfin das ehemalige Kloster Abbingwehr bei Loppersum für 4500 Reichstaler und ließ sich dort mit seiner wachsenden Familie nieder.
Johannes a Lasco war maßgeblich verantwortlich für die Neugestaltung des ostfriesischen Kirchenwesens, insbesondere die Einführung von Kirchenrat und Kirchenzucht. Er war auch der Initiator des bis heute existierenden Coetus der reformierten Prediger Ostfrieslands.
Die institutionellen Reformen wurden von den typischen Merkmalen regionaler „Konfessionsbildung“ begleitet, indem Lasco intensiv an der Ausbildung der Emder Theologie arbeitete, die in der „Moderatio doctrinae“, in Abendmahlsschriften und Katechismen ihren Ausdruck fanden.
Als sich das im Schmalkaldischen Krieg neutral verbliebene Ostfriesland dem Ostfriesischen Interim vom 16. Juli 1549 beugte, war a Lasco, der dogmatisch keinerlei Bereitschaft zum Einlenken erkennen ließ, als Superintendent nicht mehr haltbar. Er wurde entlassen und folgte Ende September einem Ruf von Thomas Cranmer, Reform-Erzbischof von Canterbury, nach London, wo er die protestantische Flüchtlingsgemeinde leitete. A Lasco entwarf auch hier eine Gemeindeordnung und einen Katechismus und beteiligte sich an der Reform der englischen Kirche.
Nach dem Tod des jugendlichen Königs Edward VI. gelangte dessen Halbschwester Maria, „die Katholische“, auf den englischen Thron. Unter ihrer Herrschaft setzte eine blutige Rekatholisierung des Landes ein. Den Flüchtlingsgemeinden a Lascos wurden die bis dahin gewährten Privilegien entzogen. Im November 1553 beschloss a Lasco, mit 175 Mitgliedern seiner Gemeinde nach Dänemark zu fliehen. Mit dabei waren Jan Utenhove und Martin de Cleyne. In Kopenhagen wurde der Gemeinde jedoch nicht erlaubt, bei ihrer reformierten Abendmahlstheologie zu bleiben. Nach einer Odyssee über verschiedene Hafenstädte der Ostseeküste traf die Flüchtlingsgruppe schließlich in Emden ein, wohin a Lasco inzwischen zurückkehren konnte.
Die Aufnahme der – meist aus den Niederlanden stammenden – Glaubensflüchtlinge markiert den Anfang eines breiten Stroms von Exulanten, die in Emden und Ostfriesland Asyl vor den Verfolgungen in den habsburgischen Niederlanden suchten. Sie legte zugleich den Grund für die besondere Rolle der Emder Kirche als „Moederkerk“ des niederländischen Protestantismus.
Im Verein mit Pierre du Val, dem Prediger der wallonischen (französischen) Gemeinde in Emden, und Jan Utenhove empfahl a Lasco 1554 der entstehenden wallonischen Gemeinde in Wesel, gegenüber den Forderungen der Weseler Lutheraner Festigkeit zu zeigen. Johannes Calvin hatte ihnen dagegen zum Einlenken geraten.
Nach Kontroversen über eine Revision seines Katechismus und über die Haltung im aufkommenden Konflikt um das Abendmahl verließ Johannes a Lasco 1555 Emden endgültig. Eine kurze Zeit war er als Superintendent der Flüchtlingsgemeinde in Frankfurt tätig. Ein Versuch, in einem Gespräch mit Johannes Brenz einen Kompromiss in der Abendmahlslehre zu erreichen, blieb folgenlos.
Seit der Machtübernahme von König Zygmunt II. 1548 in Polen hatte auch dort der Protestantismus an Boden gewonnen. Freunde a Lascos erreichten, dass er ohne Risiko in seine Heimat zurückkehren konnte. Ab 1557 war Johannes a Lasco als Superintendent der reformierten Gemeinden in Polen darum bemüht, die verschiedenen protestantischen Strömungen des Landes zusammenzuschließen und den polnischen Adel für die Reformation zu gewinnen. Die Zahl der Protestanten nahm in diesen Jahren zwar stark zu, es gelang a Lasco jedoch nicht, den König für seine Sache zu gewinnen.
Johannes a Lasco starb nach langer Krankheit am 8. Januar 1560 in Pińczów.
In Emden trägt heute die Johannes a Lasco Bibliothek seinen Namen.

## Werke
- Abraham Kuyper (Hrsg.): Joannis a Lasco opera tam edita quam inedita, Bd. I–II. Frederik Muller, Amsterdam / Martin Nijhoff, Den Haag 1866 (Google-Books und Google-Books)

## Gedenktag
- 9. Januar im Evangelischen Namenkalender[2]